# Mike Stamm
Mike Stamm (n. 6 august 1952, San Pedro⁠(d), California, SUA) este un înotător ce a reprezentat Statele Unite ale Americii, medaliat olimpic. A participat la 1 ediție a Jocurilor Olimpice (1972) în care a câștigat 2 medalii de aur și 2 medalii de argint.